# هیوندای ای-مایتی
هیوندایی ای-مایتی (Hyundai e-Mighty) خودرویی است که در سال‌های Worldwideتولید شده‌است. است. سیستم جعبه‌دندهٔ آن به دو صورت خودکار و دستی است.